# Liste des plages de Majorque
Cet article dresse une liste des plages de Majorque, la plus grande des îles Baléares (Espagne).
Elles sont données dans le sens des aiguilles d'une montre en partant de Palma.

## Liste

### Palma
| Nom                                   | Sol et environnement             | Longueur × largeur (m) | Localisation                                              | Code      | Image                             |
| ------------------------------------- | -------------------------------- | ---------------------- | --------------------------------------------------------- | --------- | --------------------------------- |
| Platja de Palma ou platja de s'Sablel | Sable, urbain                    | 4.810 × 50             | Palma i Llucmajor 39° 31′ 14″ N, 2° 44′ 23″ E             | PL-IB-101 | Platja de s'Sablel (Palma)        |
| Cala Estància                         | Sable, urbain                    | 220 × 37               | Palma Can Pastilla 39° 32′ 05″ N, 2° 42′ 48″ E            | PL-IB-102 | Cala Estància (Palma)             |
| Caló de Son Caios                     | Sable et rochers, urbain protégé | 70 × 30                | Palma Can Pastilla 39° 32′ 11″ N, 2° 42′ 38″ E            | PL-IB-103 | Caló de Son Caios (Palma)         |
| Es Carnatge                           | Rochers, naturel protégé         | 700 × -                | Palma Can Pastilla 39° 32′ 32″ N, 2° 42′ 07″ E            | PL-IB-104 |                                   |
| Cala Gamba                            | Sable, urbain                    | 100 × 25               | Palma Pg. de Cala Gamba 39° 32′ 49″ N, 2° 41′ 51″ E       | PL-IB-105 | Cala Gamba (Palma)                |
| El Penyó                              | Sable, urbain                    | 100 × 30               | Palma Torre d'en Pau 39° 32′ 55″ N, 2° 41′ 29″ E          | PL-IB-106 |                                   |
| Platja de Ciutat Jardí                | Sable, urbain                    | 450 × 35               | Palma C. Jaume Pomar i Fuster 39° 33′ 06″ N, 2° 41′ 25″ E | PL-IB-107 | Platja de Ciutat Jardí (Palma)    |
| Es Molinar                            | Sable, urbain                    | 1.000 × 20             | Palma Pg. del Molinar 39° 33′ 21″ N, 2° 40′ 53″ E         | PL-IB-108 | Es Molinar (Palma)                |
| Platja de Can Pere Antoni             | Sable, urbain                    | 750 × 15               | Palma Autovia de Llevant 39° 33′ 45″ N, 2° 39′ 44″ E      | PL-IB-109 | Platja de Can Pere Antoni (Palma) |
| Caló des Grells                       | Galets, semiurbain               | 50 × 20                | Palma Dic de l'Oest 39° 32′ 46″ N, 2° 37′ 06″ E           | PL-IB-110 |                                   |
| Cala Major                            | Sable, urbain                    | 200 × 80               | Palma C. Joan Miró 39° 33′ 08″ N, 2° 36′ 24″ E            | PL-IB-111 |                                   |
| Rochers de Cala Major                 | Rochers, urbain                  | 300 × 30               | Palma C. Joan Miró 39° 33′ 03″ N, 2° 36′ 12″ E            | PL-IB-112 |                                   |
| Cala Nova                             | Sable, urbain                    | 50 × 20                | Palma C. Joan Miró 39° 33′ 00″ N, 2° 35′ 56″ E            | PL-IB-113 |                                   |

### Calvià
| Nom | Sol et environnement     | Longueur × largeur (m) | Localisation                                              | Code        | Image                             |
| --- | ------------------------ | ---------------------- | --------------------------------------------------------- | ----------- | --------------------------------- |
| Caló des Macs, Malls, Mais, Platja de Cas Català ou Buguenvíl·lia                                                                                    | Sable, urbain            | 100 × 20               | Calvià Cas Català 39° 32′ 46″ N, 2° 35′ 44″ E             | PL-IB-18401 |                                   |
| Platja d'Illetes ou Platja de ses Illetes i Caleta de Bendinat                                                                                       | Sable, urbain            | 200 × 50               | Calvià Urb. Illetes 39° 32′ 14″ N, 2° 35′ 27″ E           | PL-IB-18402 | Platja d'Illetes (Calvià)         |
| Cala Comtesa, Comptessa ou Comtessa | Sable, urbain            | 100 × 15               | Calvià 39° 32′ 05″ N, 2° 35′ 22″ E                        | PL-IB-18403 |                                   |
| Cala Portals Nous | Sable, urbain            | 100 × 15               | Calvià Urb. Portals Nous 39° 32′ 02″ N, 2° 34′ 35″ E      | PL-IB-18404 |                                   |
| Platja de l'Oratori | Sable, urbain            | 260 × 50               | Calvià Urb. Portals Nous 39° 31′ 55″ N, 2° 34′ 24″ E      | PL-IB-18405 |                                   |
| Platja Costa d'en Blanes ou Platja d'en Blanes | Sable, urbain            | 120 × 15               | Calvià Urb. Costa d'en Blanes 39° 31′ 56″ N, 2° 33′ 44″ E | PL-IB-18406 | Platja Costa d'en Blanes (Calvià) |
| Platja de Son Caliu | Sable et rochers, urbain | 80 × 15                | Calvià Urb. Son Caliu 39° 31′ 34″ N, 2° 32′ 47″ E         | PL-IB-18407 |                                   |
| Platja des Carregador, Platja de Morocco ou Platja Porto Novo                                                                                        | Sable, urbain            | 600 × 60               | Calvià Urb. Palmanova 39° 31′ 25″ N, 2° 32′ 22″ E         | PL-IB-18408 |                                   |
| Platja de Palmanova, Cala Blanca ou Platja de na Nadala                                                                                              | Sable, urbain            | 500 × 60               | Calvià Urb. Palmanova 39° 31′ 10″ N, 2° 32′ 14″ E         | PL-IB-18409 | Platja de Palmanova (Calvià)      |
| Platja de Son Maties | Sable, urbain            | 500 × 60               | Calvià Urb. Son Maties 39° 30′ 52″ N, 2° 32′ 18″ E        | PL-IB-18410 | Platja de Son Maties (Calvià)     |
| Platja de Magalluf, Platja des Magalluf ou Platja de Magaluf                                                                                         | Sable, urbain            | 1.600 × 60             | Calvià Urb. Magalluf 39° 30′ 29″ N, 2° 32′ 12″ E          | PL-IB-18411 | Platja de Magalluf (Calvià)       |
| Cala Vinyes | Sable, urbain            | 60 × 80                | Calvià Urb. Cala Vinyes 39° 29′ 42″ N, 2° 32′ 02″ E       | PL-IB-18412 |                                   |
| Cala Falcó | Sable, semiurbain        | 50 × 60                | Calvià Urb. Cap Falcó 39° 29′ 16″ N, 2° 31′ 58″ E         | PL-IB-18413 |                                   |
| Caló de sa Nostra Dona, Platja de sa Bella Dona, Cala Bella Dona, Caló de sa Nostra Dama, Caló de sa Dona Morta, Caló des Suro, Caló de ses Paparres | Sable, naturel           | 30 × 10                | Calvià Urb. Sol de Mallorca 39° 29′ 02″ N, 2° 31′ 50″ E   | PL-IB-18414 |                                   |
| Platja de Portals Vells III ou Platja del Rei | Sable, naturel           | 30 × 40                | Calvià Cala Portals Vells 39° 28′ 35″ N, 2° 31′ 15″ E     | PL-IB-18415 | Platja del Rei (Calvià)           |
| Platja de Portals Vells II ou Platja del Mago | Sable, naturel protégé   | 20 × 5                 | Calvià Cala Portals Vells 39° 28′ 30″ N, 2° 31′ 13″ E     | PL-IB-18416 | Platja del Mago (Calvià)          |
| Platja de Portals Vells I ou sa Caleta des Portals Vells                                                                                             | Sable, naturel protégé   | 30 × 20                | Calvià Cala Portals Vells 39° 28′ 20″ N, 2° 31′ 13″ E     | PL-IB-18417 |                                   |
| Platja des Toro, el Toro, Racó de sa Fragata ou Cala de ses Penyes Rotges                                                                            | Sable, urbain            | 250 × 10               | Calvià Urb. El Toro 39° 29′ 29″ N, 2° 28′ 45″ E           | PL-IB-18418 | Platja des Toro (Calvià)          |
| Caló d'en Pellicer ou Caló d'en Pallisser | Sable, urbain            | 20 × 30                | Calvià Cala de Santa Ponça 39° 30′ 43″ N, 2° 28′ 24″ E    | PL-IB-18419 |                                   |
| Platja de Santa Ponça | Sable, urbain            | 1.300 × 100            | Calvià Cala de Santa Ponça 39° 30′ 59″ N, 2° 28′ 48″ E    | PL-IB-18420 | Platja de Santa Ponça (Calvià)    |
| Cala Blanca ou es Castellot | Sable, urbain            | 40 × 10                | Calvià Costa de la Calma 39° 31′ 21″ N, 2° 28′ 06″ E      | PL-IB-18421 |                                   |
| Platja Monte de Oro | Sable, urbain            | 15 × 4                 | Calvià Costa de la Calma 39° 31′ 29″ N, 2° 27′ 58″ E      | PL-IB-18422 |                                   |
| Platja la Romana, Peguera Romana ou Platja dels Morts                                                                                                | Sable, urbain            | 300 × 60               | Calvià Peguera 39° 31′ 59″ N, 2° 27′ 31″ E                | PL-IB-18423 | Platja la Romana (Calvià)         |
| Platja de Torà, Peguera Torà ou Platja Gran de Torà                                                                                                  | Sable, urbain            | 500 × 40               | Calvià Peguera 39° 32′ 05″ N, 2° 27′ 24″ E                | PL-IB-18424 | Platja de Torà (Calvià)           |
| Platja de Palmira, Peguera Palmira ou Platja des Pouet                                                                                               | Sable, urbain            | 600 × 40               | Calvià Peguera 39° 32′ 14″ N, 2° 27′ 07″ E                | PL-IB-18425 | Platja de Palmira (Calvià)        |
| Caló de ses Llisses | Sable, urbain            | 10 × 5                 | Calvià Urb. Cala Fornells 39° 31′ 58″ N, 2° 26′ 17″ E     | PL-IB-18426 |                                   |
| Cala Fornells | Sable, urbain            | 80 × 4                 | Calvià Urb. Cala Fornells 39° 31′ 53″ N, 2° 26′ 17″ E     | PL-IB-18427 | Cala Fornells (Calvià)            |
| Caló d'en Monjo ou Caló des Monjo | Rochers, naturel         | 15 × 4                 | Calvià Urb. Cala Fornells 39° 31′ 45″ N, 2° 25′ 50″ E     | PL-IB-18428 |                                   |

### Andratx
| Nom                                                      | Sol et environnement   | Longueur × largeur (m) | Localisation                                       | Code        | Image                           |
| -------------------------------------------------------- | ---------------------- | ---------------------- | -------------------------------------------------- | ----------- | ------------------------------- |
| Platja de Camp de Mar                                    | Sable, urbain          | 180 × 60               | Andratx Camp de Mar 39° 32′ 16″ N, 2° 25′ 23″ E    | PL-IB-15001 | Platja de Camp de Mar (Andratx) |
| Platja de ses Dones ou s'Arc de Camp de Mar              | Rochers, semiurbain    | 53 × 10                | Andratx Camp de Mar 39° 32′ 18″ N, 2° 25′ 12″ E    | PL-IB-15002 |                                 |
| Cala Cranc ou Cala en Cranc                              | Rochers                | 131 × 17               | Andratx Camp de Mar 39° 32′ 20″ N, 2° 24′ 47″ E    | PL-IB-15003 |                                 |
| Cala Blanca                                              | Rochers, naturel       | 137 × 27               | Andratx Camp de Mar 39° 32′ 12″ N, 2° 24′ 20″ E    | PL-IB-15004 |                                 |
| Cala Llamp                                               | Rochers, semiurbain    | 122 × 26               | Andratx 39° 32′ 01″ N, 2° 23′ 19″ E                | PL-IB-15005 |                                 |
| Cala Marmassen                                           | Rochers, semiurbain    | 345 × 30               | Andratx 39° 32′ 15″ N, 2° 22′ 36″ E                | PL-IB-15006 |                                 |
| Ses Bassetes ou Platja Brismar                           | Sable, urbain          | 30 × 17                | Andratx Port d'Andratx 39° 32′ 39″ N, 2° 23′ 13″ E | PL-IB-15007 |                                 |
| Cala en Fonoll ou Cala Fonoll                            | Sable, urbain protégé  | 63 × 29                | Andratx 39° 32′ 41″ N, 2° 22′ 38″ E                | PL-IB-15008 |                                 |
| Cala d'Egos                                              | Sable, naturel protégé | 55 × 18                | Andratx 39° 33′ 19″ N, 2° 21′ 56″ E                | PL-IB-15009 |                                 |
| Cala es Conills, Cala Conills ou Cala Molins             | Rochers, semiurbain    | 54 × 20                | Andratx Sant Elm 39° 34′ 25″ N, 2° 21′ 12″ E       | PL-IB-15010 | Cala es Conills (Andratx)       |
| Platja de Sant Elm ou Platja des Geperut i Platja Petita | Sable, urbain          | 130 × 30               | Andratx Sant Elm 39° 34′ 40″ N, 2° 21′ 15″ E       | PL-IB-15011 | Platja de Sant Elm (Andratx)    |
| Cala s'Algar                                             | Rochers, urbain        | 48 × 8                 | Andratx Sant Elm 39° 35′ 04″ N, 2° 20′ 54″ E       | PL-IB-15012 |                                 |

### Estellencs
| Nom                                                      | Sol et environnement     | Longueur × largeur (m) | Localisation                           | Code        | Image |
| -------------------------------------------------------- | ------------------------ | ---------------------- | -------------------------------------- | ----------- | ----- |
| Platja de Can Pruaga, Cala Can Pruaga ou Cala Son Pruaga | Gravier, naturel protégé | 60 × 15                | Estellencs 39° 38′ 56″ N, 2° 27′ 04″ E | PL-IB-19202 |       |
| Cala d'Estellencs                                        | Galets, naturel protégé  | 80 × 15                | Estellencs 39° 39′ 31″ N, 2° 28′ 18″ E | PL-IB-19201 |       |

### Banyalbufar
| Nom                                     | Sol et environnement        | Longueur × largeur (m) | Localisation                            | Code        | Image                          |
| --------------------------------------- | --------------------------- | ---------------------- | --------------------------------------- | ----------- | ------------------------------ |
| Port de sa Pedra de s'Ase               | Sable, naturel protégé      | 10 × 40                | Banyalbufar 39° 40′ 44″ N, 2° 29′ 40″ E | PL-IB-19105 |                                |
| Cala Banyalbufar ou Port de Banyalbufar | Galets, naturel protégé     | 100 × 15               | Banyalbufar 39° 41′ 26″ N, 2° 30′ 57″ E | PL-IB-19104 | Cala Banyalbufar               |
| Punta de sa Galera                      | Gravier, naturel protégé    | 50 × 15                | Banyalbufar 39° 41′ 38″ N, 2° 31′ 12″ E | PL-IB-19103 |                                |
| Platja de Son Bunyola                   | Gravier, naturel protégé    | 90 × 20                | Banyalbufar 39° 41′ 58″ N, 2° 33′ 04″ E | PL-IB-19102 |                                |
| Port des Canonge ou Cala Gata           | Gravier, semiurbain protégé | 70 × 20                | Banyalbufar 39° 42′ 00″ N, 2° 33′ 17″ E | PL-IB-19101 | Port des Canonge (Banyalbufar) |

### Valldemossa
| Nom                                        | Sol et environnement | Longueur × largeur (m) | Localisation                            | Code        | Image               |
| ------------------------------------------ | -------------------- | ---------------------- | --------------------------------------- | ----------- | ------------------- |
| Port de Valldemossa, sa Marina ou sa Llosa | Gravier, semiurbain  | 90 × 15                | Valldemossa 39° 43′ 06″ N, 2° 35′ 18″ E | PL-IB-17001 | Port de Valldemossa |

### Deià
| Nom                                 | Sol et environnement | Longueur × largeur (m) | Localisation                                | Code        | Image     |
| ----------------------------------- | -------------------- | ---------------------- | ------------------------------------------- | ----------- | --------- |
| Cala Deià                           | Rochers, protégé     | 70 × 6                 | Deià 39° 45′ 37″ N, 2° 38′ 27″ E            | PL-IB-17901 | Cala Deià |
| Es Canyaret ou Platja de Llucalcari |                      |                        | Deià Llucalcari 39° 46′ 03″ N, 2° 39′ 13″ E | PL-IB-17902 |           |

### Sóller
| Nom               | Sol et environnement     | Longueur × largeur (m) | Localisation                                      | Code        | Image                      |
| ----------------- | ------------------------ | ---------------------- | ------------------------------------------------- | ----------- | -------------------------- |
| Platja d'en Repic | Sable, urbain            | 250 × 20               | Sóller Port de Sóller 39° 47′ 26″ N, 2° 41′ 31″ E | PL-IB-10002 | Platja d'en Repic (Sóller) |
| Port de Sóller    | Sable et rochers, urbain | 800 × 20               | Sóller 39° 47′ 38″ N, 2° 41′ 48″ E                | PL-IB-10001 | Port de Sóller             |

### Escorca
| Nom                            | Sol et environnement        | Longueur × largeur (m) | Localisation                        | Code        | Image                |
| ------------------------------ | --------------------------- | ---------------------- | ----------------------------------- | ----------- | -------------------- |
| Cala Tuent                     | Gravier, semiurbain protégé | 100 × 32               | Escorca 39° 50′ 24″ N, 2° 46′ 34″ E | PL-IB-31502 | Cala Tuent (Escorca) |
| Sa Calobra i Torrent de Pareis | Rochers, urbain             | 30 × 15                | Escorca 39° 51′ 04″ N, 2° 48′ 00″ E | PL-IB-31501 | Sa Calobra (Escorca) |

### Pollença
| Nom                                                                      | Sol et environnement      | Longueur × largeur (m) | Localisation                                          | Code        | Image                         |
| ------------------------------------------------------------------------ | ------------------------- | ---------------------- | ----------------------------------------------------- | ----------- | ----------------------------- |
| Cala Castell                                                             | Sable, naturel protégé    | 200 × 20               | Pollença 39° 55′ 51″ N, 3° 01′ 52″ E                  | PL-IB-46001 |                               |
| Cala Estremer                                                            | Galets, naturel protégé   | 200 × 15               | Pollença 39° 55′ 48″ N, 3° 02′ 16″ E                  | PL-IB-46002 |                               |
| Cala Barques                                                             | Sable, urbain protégé     | 85 × 40                | Pollença Cala Sant Vicenç 39° 55′ 17″ N, 3° 03′ 17″ E | PL-IB-46003 | Cala Barques (Pollença)       |
| Cala Clara                                                               | Sable, urbain             | 50 × 30                | Pollença Cala Sant Vicenç 39° 55′ 15″ N, 3° 03′ 22″ E | PL-IB-46004 |                               |
| El Maressar ou Punta de sa Torre                                         | Galets, semiurbain        | 10 × 10                | Pollença Cala Sant Vicenç 39° 55′ 17″ N, 3° 03′ 26″ E | PL-IB-46005 |                               |
| Cala Molins                                                              | Sable, urbain             | 45 × 50                | Pollença Cala Sant Vicenç 39° 55′ 12″ N, 3° 03′ 27″ E | PL-IB-46006 | Cala Molins (Pollença)        |
| Cala Carbó                                                               | Galets, semiurbain        | 80 × 15                | Pollença Cala Sant Vicenç 39° 55′ 10″ N, 3° 03′ 38″ E | PL-IB-46007 |                               |
| Cala Bóquer ou Vall de Bóquer                                            | Sable, naturel protégé    | 80 × 15                | Pollença 39° 55′ 44″ N, 3° 05′ 40″ E                  | PL-IB-46008 | Cala Bóquer (Pollença)        |
| Cala Figuera                                                             | Sable, naturel protégé    | 45 × 10                | Pollença Formentor 39° 57′ 07″ N, 3° 10′ 23″ E        | PL-IB-46009 | Cala Figuera (Pollença)       |
| Cala en Gossalba                                                         | Galets, naturel protégé   | 37 × 15                | Pollença Formentor 39° 56′ 39″ N, 3° 11′ 21″ E        | PL-IB-46010 |                               |
| Cala Murta                                                               | Galets, naturel protégé   | 85 × 25                | Pollença Formentor 39° 56′ 25″ N, 3° 10′ 49″ E        | PL-IB-46011 |                               |
| Cala en Feliu                                                            | Sable, naturel protégé    | 42 × 30                | Pollença Formentor 39° 55′ 48″ N, 3° 09′ 48″ E        | PL-IB-46012 |                               |
| Cala Formentor, Cala Pi de la Posada ou Platja de Formentor              | Sable, semiurbain protégé | 840 × 8                | Pollença Formentor 39° 55′ 41″ N, 3° 08′ 19″ E        | PL-IB-46013 | Cala Formentor (Pollença)     |
| El Caló                                                                  | Gravier, naturel protégé  | 63 × 20                | Pollença Formentor 39° 54′ 43″ N, 3° 06′ 39″ E        | PL-IB-46014 |                               |
| Platja d'Albercutx ou Albercuix                                          | Sable, urbain             | 1.450 × 12             | Pollença Port de Pollença 39° 54′ 40″ N, 3° 05′ 21″ E | PL-IB-46015 | Platja d'Albercutx (Pollença) |
| Platja del Port de Pollença, Platja de Llenaire ou Platja dels Tamarells | Sable, urbain             | 1.440 × 40             | Pollença Port de Pollença 39° 53′ 56″ N, 3° 04′ 46″ E | PL-IB-46016 | Platja del Port de Pollença   |
| Platja de Can Cullerassa                                                 | Sable, semiurbain protégé | 2.545 × 10             | Pollença 39° 53′ 05″ N, 3° 04′ 47″ E                  | PL-IB-46017 |                               |

### Alcúdia
| Nom                                                   | Sol et environnement       | Longueur × largeur (m) | Localisation                        | Code        | Image                          |
| ----------------------------------------------------- | -------------------------- | ---------------------- | ----------------------------------- | ----------- | ------------------------------ |
| Platja de Can Cap de Bou                              | Sable, semiurbain protégé  | 2.400 × 30             | Alcúdia 39° 51′ 56″ N, 3° 05′ 27″ E | PL-IB-40001 |                                |
| Platja de sa Marina                                   | Sable, semiurbain protégé  | 400 × 30               | Alcúdia 39° 51′ 31″ N, 3° 06′ 06″ E | PL-IB-40002 |                                |
| Platja des Morer Vermell                              | Sable, semiurbain protégé  | 800 × 10               | Alcúdia 39° 51′ 46″ N, 3° 07′ 28″ E | PL-IB-40003 |                                |
| Platja de Sant Joan ou Platja de sa Font de Sant Joan | Sable, semiurbain protégé  | 110 × 60               | Alcúdia 39° 51′ 55″ N, 3° 08′ 07″ E | PL-IB-40004 | Platja de Sant Joan (Alcúdia)  |
| Platja de Sant Pere                                   | Sable, semiurbain protégé  | 100 × 80               | Alcúdia 39° 51′ 52″ N, 3° 08′ 16″ E | PL-IB-40005 |                                |
| Platja de s'Illot                                     | Galets, semiurbain protégé | 600 × 15               | Alcúdia 39° 52′ 23″ N, 3° 09′ 43″ E | PL-IB-40006 | Platja de s'Illot (Alcúdia)    |
| Platja des Coll Baix                                  | Galets, naturel protégé    | 220 × 50               | Alcúdia 39° 51′ 44″ N, 3° 11′ 14″ E | PL-IB-40007 | Platja des Coll Baix (Alcúdia) |
| Platja d'Alcanada ou Platja de l'Alcanada             | Galets, semiurbain         | 700 × 20               | Alcúdia 39° 50′ 18″ N, 3° 09′ 59″ E | PL-IB-40008 | Platja d'Alcanada (Alcúdia)    |
| Platja d'Alcúdia i Platja dels Francesos              | Sable, urbain protégé      | 3.400 × 80             | Alcúdia 39° 49′ 50″ N, 3° 07′ 11″ E | PL-IB-40009 | Platja d'Alcúdia               |

### Muro
| Nom                                                       | Sol et environnement | Longueur × largeur (m) | Localisation                     | Code        | Image          |
| --------------------------------------------------------- | -------------------- | ---------------------- | -------------------------------- | ----------- | -------------- |
| Platja de Muro: s'Enfront, es Braç, es Comú, es Capellans | Sable, semiurbain    | 5.292 × 26             | Muro 39° 47′ 28″ N, 3° 07′ 39″ E | PL-IB-44001 | Platja de Muro |

### Santa Margalida
| Nom                                                                | Sol et environnement   | Longueur × largeur (m) | Localisation                                | Code        | Image                                           |
| ------------------------------------------------------------------ | ---------------------- | ---------------------- | ------------------------------------------- | ----------- | ----------------------------------------------- |
| Platja de Can Picafort ou Platja de Santa Margalida                | Sable, urbain          | 1.300 × 30             | Santa Margalida 39° 46′ 11″ N, 3° 09′ 00″ E | PL-IB-45001 | Platja de Can Picafort (Santa Margalida)        |
| Platja de Son Bauló                                                | Sable, semiurbain      | 160 × 80               | Santa Margalida 39° 45′ 34″ N, 3° 10′ 11″ E | PL-IB-45002 |                                                 |
| Na Patana, Punta de na Patana ou Sablel de ses Assussenes          | Sable, naturel protégé | 100 × 8                | Santa Margalida 39° 45′ 27″ N, 3° 10′ 30″ E | PL-IB-45003 | Na Patana (Santa Margalida)                     |
| Sablel d'en Casat, s'Sablel des Casat ou ses Assussenes            | Sable, naturel         | 50 × 20                | Santa Margalida 39° 44′ 59″ N, 3° 11′ 40″ E | PL-IB-45004 |                                                 |
| Cala Serralot ou es Serralot                                       | Gravier, naturel       | 40 × 200               | Santa Margalida 39° 44′ 41″ N, 3° 12′ 26″ E | PL-IB-45005 |                                                 |
| Platja de Son Real                                                 | Sable, naturel         | 300 × 250              | Santa Margalida 39° 44′ 31″ N, 3° 12′ 40″ E | PL-IB-45006 | Platja de Son Real (Santa Margalida)            |
| Platja de Son Serra de Marina: s'Home Mort i es Fondo de na Borges | Sable, semiurbain      | 450 × 130              | Santa Margalida 39° 44′ 16″ N, 3° 13′ 27″ E | PL-IB-45007 | Platja de Son Serra de Marina (Santa Margalida) |

### Artà
| Nom                                                                              | Sol et environnement    | Longueur × largeur (m) | Localisation                     | Code        | Image                                    |
| -------------------------------------------------------------------------------- | ----------------------- | ---------------------- | -------------------------------- | ----------- | ---------------------------------------- |
| Sablel de sa Canova ou Areny de sa Canova                                        | Sable, naturel protégé  | 1.500 × 40             | Artà 39° 43′ 48″ N, 3° 14′ 45″ E | PL-IB-57001 | Sablel de sa Canova (Artà)               |
| Cala Tonó ou Cala Toró                                                           | Sable, semiurbain       | 130 × 20               | Artà 39° 44′ 01″ N, 3° 15′ 46″ E | PL-IB-57002 |                                          |
| Platja de la Colònia de Sant Pere ou Cala de Ca ses Llisses                      | Sable, urbain           | 70 × 20                | Artà 39° 44′ 20″ N, 3° 16′ 38″ E | PL-IB-57003 | Platja de la Colònia de Sant Pere (Artà) |
| Sablelet de Son Colom ou Caló, Caleta, Sablelet dels Ermitans                    | Sable, naturel          | 20 × 15                | Artà 39° 44′ 48″ N, 3° 17′ 37″ E | PL-IB-57004 |                                          |
| Cala des Camps Vells, Cala des Camps, Ca los Camps, Ca los Cans ou Caló des Cans | Sable, naturel protégé  | 100 × 10               | Artà 39° 44′ 53″ N, 3° 18′ 05″ E | PL-IB-57005 | Cala des Camps Vells (Artà)              |
| Cala de s'Aigua Dolça                                                            | Sable, naturel protégé  | 200 × 15               | Artà 39° 45′ 04″ N, 3° 18′ 16″ E | PL-IB-57006 |                                          |
| Es Canons, sa Banyera dels Ermitans ou es Moreros                                | Galets, naturel protégé | 100 × 10               | Artà 39° 45′ 15″ N, 3° 18′ 28″ E | PL-IB-57007 | Cala de s'Aigua Dolça (Artà)             |
| Cala de Betlem ou Cala Mata                                                      | Sable, naturel          | 50 × 10                | Artà 39° 45′ 22″ N, 3° 19′ 13″ E | PL-IB-57008 |                                          |
| Na Clara                                                                         | Sable, naturel protégé  | 100 × 10               | Artà 39° 45′ 28″ N, 3° 19′ 32″ E | PL-IB-57009 |                                          |
| Sablelet des Verger ou Sablelet d'Aubarca                                        | Sable, naturel protégé  | 130 × 40               | Artà 39° 45′ 55″ N, 3° 22′ 47″ E | PL-IB-57010 |                                          |
| Platja de sa Font Celada                                                         | Sable, naturel protégé  | 40 × 30                | Artà 39° 45′ 49″ N, 3° 23′ 05″ E | PL-IB-57011 | Platja de sa Font Celada (Artà)          |
| Cala Matzoc ou es Matzoc                                                         | Galets, naturel protégé | 80 × 100               | Artà 39° 45′ 33″ N, 3° 24′ 14″ E | PL-IB-57012 | Cala Matzoc (Artà)                       |
| Cala Mitjana ou s'Aduaia                                                         | Sable, naturel protégé  | 100 × 50               | Artà 39° 45′ 07″ N, 3° 24′ 49″ E | PL-IB-57013 | Cala Mitjana (Artà)                      |
| Cala Torta ou s'Aduaia                                                           | Sable, naturel protégé  | 150 × 100              | Artà 39° 45′ 01″ N, 3° 25′ 05″ E | PL-IB-57014 | Cala Torta (Artà)                        |

### Capdepera
| Nom                                      | Sol et environnement      | Longueur × largeur (m) | Localisation                                            | Code        | Image                          |
| ---------------------------------------- | ------------------------- | ---------------------- | ------------------------------------------------------- | ----------- | ------------------------------ |
| Cala Mesquida ou s'Sablel de sa Mesquida | Sable, semiurbain protégé | 300 × 130              | Capdepera 39° 44′ 39″ N, 3° 26′ 01″ E                   | PL-IB-58001 | Cala Mesquida (Capdepera)      |
| Cala Moltó                               | Sable, naturel protégé    | 100 × 10               | Capdepera 39° 43′ 33″ N, 3° 27′ 08″ E                   | PL-IB-58002 | Cala Moltó (Capdepera)         |
| Cala Agulla: Cala Nau i Cala de s'Àguila | Sable, semiurbain protégé | 520 × 50               | Capdepera 39° 43′ 22″ N, 3° 27′ 08″ E                   | PL-IB-58003 | Cala Agulla (Capdepera)        |
| Cala Lliteres ou na Lliteres             | Gravier, urbain           | 30 × 10                | Capdepera 39° 43′ 12″ N, 3° 27′ 41″ E                   | PL-IB-58004 |                                |
| Cala Gat                                 | Sable, semiurbain         | 40 × 20                | Capdepera Cala Rajada 39° 42′ 47″ N, 3° 28′ 12″ E       | PL-IB-58005 | Cala Gat (Capdepera)           |
| Platja de Son Moll                       | Sable, urbain             | 149 × 55               | Capdepera Cala Rajada 39° 42′ 19″ N, 3° 27′ 23″ E       | PL-IB-58006 | Platja de Son Moll (Capdepera) |
| Sa Pedruscada ou Cala Pedruscada         | Gravier, semiurbain       | 20 × 10                | Capdepera Cala Rajada 39° 42′ 01″ N, 3° 27′ 18″ E       | PL-IB-58007 | Sa Pedruscada (Capdepera)      |
| Cala n'Aguait ou Caló des Beato          | Sable, semiurbain         | 20 × 10                | Capdepera Cala Rajada 39° 41′ 45″ N, 3° 27′ 17″ E       | PL-IB-58008 |                                |
| Es Carregador                            | Sable, semiurbain         | 15 × 10                | Capdepera 39° 41′ 23″ N, 3° 27′ 15″ E                   | PL-IB-58009 |                                |
| N'Aladern, sa Cala de n'Aladern          | Sable, naturel            | 15 × 5                 | Capdepera 39° 41′ 02″ N, 3° 27′ 17″ E                   | PL-IB-58010 |                                |
| Font de sa Cala                          | Sable, semiurbain         | 100 × 60               | Capdepera 39° 40′ 55″ N, 3° 27′ 08″ E                   | PL-IB-58011 | Font de sa Cala (Capdepera)    |
| Platja de Canyamel                       | Sable, semiurbain         | 290 × 80               | Capdepera 39° 39′ 22″ N, 3° 26′ 26″ E                   | PL-IB-58012 | Platja de Canyamel (Capdepera) |
| Cala Auberdans ou Cova dels Albardans    | Sable, semiurbain         | 45 × 25                | Capdepera Costa de Canyamel 39° 38′ 52″ N, 3° 26′ 11″ E | PL-IB-58013 |                                |
| Cala Rotja ou Cala Roja                  | Rochers, semiurbain       |                        | Capdepera Costa de Canyamel 39° 38′ 47″ N, 3° 26′ 13″ E | PL-IB-58014 |                                |

### Son Servera
| Nom                                               | Sol et environnement | Longueur × largeur (m) | Localisation                            | Code        | Image                             |
| ------------------------------------------------- | -------------------- | ---------------------- | --------------------------------------- | ----------- | --------------------------------- |
| Platja de sa Marjal, Cala sa Marjal ou es Ribells | Sable, semiurbain    | 500 × 20               | Son Servera 39° 38′ 10″ N, 3° 24′ 15″ E | PL-IB-55001 | Platja de sa Marjal (Son Servera) |
| Port Vell ou ses Barreres                         | Sable, semiurbain    | 200 × 4                | Son Servera 39° 37′ 55″ N, 3° 23′ 58″ E | PL-IB-55002 |                                   |
| Port Roig ou Estany d'en Xinet                    | Sable, semiurbain    | 160 × 110              | Son Servera 39° 37′ 07″ N, 3° 23′ 30″ E | PL-IB-55003 |                                   |
| Cala Bona ou Estany d'en Xinet                    | Sable, urbain        | 453 × 32               | Son Servera 39° 36′ 42″ N, 3° 23′ 28″ E | PL-IB-55004 | Cala Bona (Son Servera)           |

### Sant Llorenç des Cardassar
| Nom                                                                               | Sol et environnement  | Longueur × largeur (m) | Localisation                                                         | Code        | Image                                                  |
| --------------------------------------------------------------------------------- | --------------------- | ---------------------- | -------------------------------------------------------------------- | ----------- | ------------------------------------------------------ |
| Cala Millor: Sablel de Son Servera i Son Moro, Cala Nau ou platja de Sant Llorenç | Sable, urbain         | 1.740 × 30             | Son Servera i Sant Llorenç des Cardassar 39° 35′ 44″ N, 3° 23′ 05″ E | PL-IB-53001 | Cala Millor (Son Servera i Sant Llorenç des Cardassar) |
| Platja de sa Coma                                                                 | Sable, urbain protégé | 800 × 30               | Sant Llorenç des Cardassar 39° 34′ 27″ N, 3° 22′ 36″ E               | PL-IB-53002 | Platja de sa Coma (Sant Llorenç des Cardassar)         |

### Manacor
| Nom                                                                | Sol et environnement      | Longueur × largeur (m) | Localisation                                          | Code        | Image                       |
| ------------------------------------------------------------------ | ------------------------- | ---------------------- | ----------------------------------------------------- | ----------- | --------------------------- |
| Platja de s'Illot ou Cala Moreia                                   | Sable, urbain             | 350 × 50               | Manacor 39° 33′ 55″ N, 3° 22′ 23″ E                   | PL-IB-50001 | Platja de s'Illot (Manacor) |
| Porto Cristo, Port de Portocristo, Port de Manacor ou Cala Manacor | Sable, urbain             | 350 × 25               | Manacor 39° 32′ 30″ N, 3° 20′ 11″ E                   | PL-IB-50002 | Porto Cristo (Manacor)      |
| Cala Anguila                                                       | Sable, semiurbain         | 50 × 120               | Manacor Porto Cristo Novo 39° 31′ 22″ N, 3° 19′ 04″ E | PL-IB-50003 | Cala Anguila (Manacor)      |
| Cala Mendia                                                        | Sable, urbain             | 60 × 120               | Manacor Porto Cristo Novo 39° 31′ 14″ N, 3° 18′ 51″ E | PL-IB-50004 | Cala Mendia (Manacor)       |
| S'Estany d'en Mas ou Cala Romàntica                                | Sable, semiurbain protégé | 100 × 160              | Manacor Urb. Romàntica 39° 31′ 00″ N, 3° 18′ 37″ E    | PL-IB-50005 | S'Estany d'en Mas (Manacor) |
| Cala Varques                                                       | Sable, naturel protégé    | 90 × 60                | Manacor 39° 30′ 00″ N, 3° 17′ 46″ E                   | PL-IB-50006 | Cala Varques (Manacor)      |
| Cala Antena                                                        | Sable, semiurbain protégé | 25 × 85                | Manacor Cales de Mallorca 39° 28′ 01″ N, 3° 16′ 45″ E | PL-IB-50007 |                             |
| Cala Domingos: Cala es Domingos Grans i Cala es Domingos Petits    | Sable, urbain protégé     | 180 × 125              | Manacor 39° 27′ 30″ N, 3° 16′ 42″ E                   | PL-IB-50008 |                             |
| Cala Murada                                                        | Sable, semiurbain protégé | 350 × 35               | Manacor 39° 27′ 05″ N, 3° 16′ 37″ E                   | PL-IB-50009 |                             |

### Felanitx
| Nom                                                                         | Sol et environnement        | Longueur × largeur (m) | Localisation                         | Code        | Image |
| --------------------------------------------------------------------------- | --------------------------- | ---------------------- | ------------------------------------ | ----------- | ----- |
| Platja de s'Algar, Cala de s'Algar ou Racó de s'Algar                       | Rochers, semiurbain protégé | 70 × 6                 | Felanitx 39° 25′ 41″ N, 3° 16′ 22″ E | PL-IB-20001 |       |
| Platja de s'Sablel: Sablel Gran ou des Homos i Sablel Petit ou de ses Dones | Sable, urbain               | 100 × 20               | Felanitx 39° 25′ 10″ N, 3° 16′ 14″ E | PL-IB-20002 |       |
| Cala d'en Marçal ou Caló d'en Marçal                                        | Sable, urbain               | 150 × 120              | Felanitx 39° 24′ 35″ N, 3° 15′ 29″ E | PL-IB-20003 |       |
| Cala Brafi                                                                  | Sable, naturel              | 40 × 20                | Felanitx 39° 24′ 13″ N, 3° 15′ 15″ E | PL-IB-20004 |       |
| Cala sa Nau                                                                 | Sable, naturel              | 60 × 70                | Felanitx 39° 23′ 36″ N, 3° 14′ 50″ E | PL-IB-20005 |       |
| Cala Mitjana                                                                | Sable, naturel              | 30 × 10                | Felanitx 39° 23′ 20″ N, 3° 14′ 49″ E | PL-IB-20006 |       |
| Cala Serena ou Caló de ses Dones                                            | Sable, urbain               | 20 × 20                | Felanitx 39° 22′ 46″ N, 3° 14′ 30″ E | PL-IB-20007 |       |
| Cala Ferrera                                                                | Sable, urbain               | 100 × 60               | Felanitx 39° 22′ 47″ N, 3° 14′ 21″ E | PL-IB-20008 |       |

### Santanyí
| Nom                                                          | Sol et environnement      | Longueur × largeur (m) | Localisation                                       | Code        | Image                                |
| ------------------------------------------------------------ | ------------------------- | ---------------------- | -------------------------------------------------- | ----------- | ------------------------------------ |
| Cala Esmeralda ou Caló des Corral                            | Sable, urbain             | 25 × 25                | Santanyí Cala d'Or 39° 22′ 34″ N, 3° 14′ 14″ E     | PL-IB-65001 | Cala Esmeralda (Santanyí)            |
| Cala Gran ou Caló Gran                                       | Sable, urbain             | 40 × 100               | Santanyí Cala d'Or 39° 22′ 24″ N, 3° 13′ 56″ E     | PL-IB-65002 | Cala Gran (Santanyí)                 |
| Caló de ses Dones, Cala d'Or ou Cala d'Hort                  | Sable, urbain             | 40 × 100               | Santanyí Cala d'Or 39° 22′ 16″ N, 3° 13′ 48″ E     | PL-IB-65003 | Caló de ses Dones (Santanyí)         |
| Caló des Pou ou Caleta des Pou                               | Sable, urbain             | 40 × 50                | Santanyí 39° 21′ 58″ N, 3° 13′ 43″ E               | PL-IB-65004 |                                      |
| Caló de ses Egos ou Caló de ses Egües                        | Sable, urbain             | 20 × 30                | Santanyí 39° 21′ 40″ N, 3° 13′ 28″ E               | PL-IB-65005 |                                      |
| Caló des Homos Morts ou Caló des Homes Morts                 | Sable, urbain             | 35 × 25                | Santanyí 39° 21′ 29″ N, 3° 12′ 31″ E               | PL-IB-65006 |                                      |
| Caló de sa Torre                                             | Sable, urbain             | 35 × 25                | Santanyí 39° 21′ 20″ N, 3° 12′ 33″ E               | PL-IB-65007 |                                      |
| Caló de sa Barca Trencada                                    | Sable, urbain             | 35 × 25                | Santanyí 39° 21′ 10″ N, 3° 11′ 53″ E               | PL-IB-65008 |                                      |
| Caló des Burgit                                              | Sable, naturel            | 35 × 25                | Santanyí 39° 21′ 09″ N, 3° 11′ 34″ E               | PL-IB-65009 |                                      |
| Cala de sa Font de n'Alis, Cala Mondragó ou Caló d'en Garrot | Sable, semiurbain protégé | 35 × 25                | Santanyí Cala Mondragó 39° 21′ 08″ N, 3° 11′ 18″ E | PL-IB-65010 | Cala de sa Font de n'Alis (Santanyí) |
| S'Amarador                                                   | Sable, semiurbain protégé | 145 × 50               | Santanyí Cala Mondragó 39° 20′ 59″ N, 3° 11′ 07″ E | PL-IB-65011 | S'Amarador (Santanyí)                |
| Cala Figuera: Caló d'en Boira i Caló d'en Busques            | Galets, urbain            | 10 × 3                 | Santanyí 39° 20′ 00″ N, 3° 10′ 10″ E               | PL-IB-65012 | Cala Figuera (Santanyí)              |
| Cala Santanyí                                                | Sable, urbain             | 70 × 100               | Santanyí 39° 19′ 50″ N, 3° 08′ 48″ E               | PL-IB-65013 | Cala Santanyí                        |
| Cala Llombards                                               | Sable, semiurbain         | 55 × 150               | Santanyí 39° 19′ 26″ N, 3° 08′ 20″ E               | PL-IB-65014 | Cala Llombards (Santanyí)            |
| Caló des Moro                                                | Sable, naturel            | 30 × 20                | Santanyí 39° 18′ 50″ N, 3° 07′ 18″ E               | PL-IB-65015 | Caló des Moro (Santanyí)             |
| Cala s'Almunia ou s'Almunia i Cala es Maquer                 | Galets, naturel           | 30 × 10                | Santanyí 39° 18′ 47″ N, 3° 07′ 05″ E               | PL-IB-65016 | Cala s'Almunia (Santanyí)            |
| Caló des Màrmols                                             | Sable, naturel            | 40 × 35                | Santanyí 39° 17′ 20″ N, 3° 05′ 24″ E               | PL-IB-65017 |                                      |
| Platja des Caragol                                           | Sable, naturel            | 500 × 60               | Santanyí 39° 16′ 43″ N, 3° 02′ 35″ E               | PL-IB-65018 | Platja des Caragol (Santanyí)        |
| Cala en Tugores                                              | Sable, naturel            | 200 × 15               | Santanyí i ses Salines 39° 17′ 22″ N, 3° 01′ 51″ E | PL-IB-65019 |                                      |

### Ses Salines
| Nom                                                  | Sol et environnement   | Longueur × largeur (m) | Localisation                                                  | Code        | Image                            |
| ---------------------------------------------------- | ---------------------- | ---------------------- | ------------------------------------------------------------- | ----------- | -------------------------------- |
| Platja des Carbó i Platja de ses Roquetes            | Sable, naturel protégé | 1.400 × 45             | Ses Salines 39° 18′ 24″ N, 3° 00′ 58″ E                       | PL-IB-64002 | Platja des Carbó (ses Salines)   |
| Es Dofí ou Platja des Delfí                          | Sable, naturel protégé | 120 × 26               | Ses Salines 39° 18′ 44″ N, 3° 00′ 35″ E                       | PL-IB-64003 |                                  |
| Platja de Can Curt ou es Can Curt                    | Sable, naturel protégé | 70 × 10                | Ses Salines 39° 18′ 44″ N, 3° 00′ 21″ E                       | PL-IB-64004 | Platja de Can Curt (ses Salines) |
| Platja des Dolç                                      | Sable, naturel protégé | 350 × 58               | Ses Salines 39° 18′ 59″ N, 3° 00′ 17″ E                       | PL-IB-64005 |                                  |
| Platja des Port ou de la Colònia de Sant Jordi       | Sable, urbain          | 155 × 35               | Ses Salines Colònia de Sant Jordi 39° 19′ 02″ N, 2° 59′ 53″ E | PL-IB-64006 | Platja des Port (ses Salines)    |
| Cala Galiota                                         | Sable, urbain          | 30 × 9                 | Ses Salines Colònia de Sant Jordi 39° 18′ 52″ N, 2° 59′ 38″ E | PL-IB-64007 |                                  |
| Bassa des Cabot ou des Cabots i Rambada de sa Síquia | Sable, urbain          | 60 × 11                | Ses Salines Colònia de Sant Jordi 39° 19′ 17″ N, 2° 59′ 13″ E | PL-IB-64008 | Bassa des Cabot (ses Salines)    |
| Es Coto, Platja des Coto ou Platja de s'Estanys      | Sable, urbain          | 58 × 10                | Ses Salines Colònia de Sant Jordi 39° 19′ 32″ N, 2° 59′ 13″ E | PL-IB-64009 |                                  |

### Campos
| Nom                                             | Sol et environnement      | Longueur × largeur (m) | Localisation                                     | Code        | Image                          |
| ----------------------------------------------- | ------------------------- | ---------------------- | ------------------------------------------------ | ----------- | ------------------------------ |
| Es Molí de s'Estany ou Platja des Marquès       | Sable, semiurbain protégé | 540 × 25               | Ses Salines i Campos 39° 19′ 37″ N, 2° 59′ 24″ E | PL-IB-63008 |                                |
| Es Pregons Petits ou Platja des Peregons Petits | Sable, naturel protégé    | 115 × 12               | Campos Es Trenc 39° 19′ 52″ N, 2° 59′ 30″ E      | PL-IB-63007 |                                |
| Es Pregons Grans ou Platja des Peregons Grans   | Sable, naturel protégé    | 200 × 20               | Campos Es Trenc 39° 19′ 56″ N, 2° 59′ 31″ E      | PL-IB-63006 |                                |
| Es Trenc, Platja des Trenc ou Sablel d'en Trenc | Sable, naturel            | 1.900 × 22             | Campos Es Trenc 39° 20′ 33″ N, 2° 59′ 11″ E      | PL-IB-63005 | Es Trenc (Campos)              |
| Sablel d'en Tem                                 | Sable, semiurbain protégé | 800 × 22               | Campos Es Trenc 39° 21′ 02″ N, 2° 58′ 41″ E      | PL-IB-63004 |                                |
| Freu de ses Covetes                             | Sable, urbain             | 50 × 12                | Campos Ses Covetes 39° 21′ 15″ N, 2° 58′ 19″ E   | PL-IB-63003 |                                |
| Platja de ses Covetes ou Platja des Morters     | Sable, urbain             | 300 × 20               | Campos Ses Covetes 39° 21′ 25″ N, 2° 58′ 04″ E   | PL-IB-63002 | Platja de ses Covetes (Campos) |
| Sablel de sa Ràpita                             | Sable, urbain protégé     | 1.100 × 15             | Campos 39° 21′ 39″ N, 2° 57′ 42″ E               | PL-IB-63001 | Sablel de sa Ràpita (Campos)   |

### Llucmajor
| Nom                                                                            | Sol et environnement | Longueur × largeur (m) | Localisation                                                 | Code        | Image                           |
| ------------------------------------------------------------------------------ | -------------------- | ---------------------- | ------------------------------------------------------------ | ----------- | ------------------------------- |
| Racó de s'Sable                                                                | Sable, naturel       | 120 × 150              | Llucmajor S'Estanyol de Migjorn 39° 21′ 31″ N, 2° 54′ 52″ E  | PL-IB-62001 |                                 |
| Cala Pi                                                                        | Sable, naturel       | 45 × 140               | Llucmajor 39° 21′ 51″ N, 2° 50′ 11″ E                        | PL-IB-62002 | Cala Pi (Llucmajor)             |
| Badia Blava: Racó de s'Almadrava na Cocó, Roca des Milans, s'Arc de Sant Martí | Rochers, naturel     | 50 × 6                 | Llucmajor 39° 26′ 01″ N, 2° 44′ 45″ E                        | PL-IB-62003 |                                 |
| Calonet des Cap Alt, Caló Fred ou Cala Aró                                     | Rochers, semiurbain  | 35 × 3                 | Llucmajor Bellavista 39° 28′ 49″ N, 2° 43′ 42″ E             | PL-IB-62004 | Calonet des Cap Alt (Llucmajor) |
| Mollet de Can Tem des Cafè ou Caló des Xorri                                   | Sable, semiurbain    | 20 × 10                | Llucmajor Bellavista 39° 28′ 53″ N, 2° 43′ 54″ E             | PL-IB-62005 |                                 |
| Calonet de s'Almadrava                                                         | Rochers, semiurbain  | 90 × 10                | Llucmajor Bellavista 39° 28′ 54″ N, 2° 43′ 56″ E             | PL-IB-62006 |                                 |
| Caló Fort, Caló de Can Mercadal, Caló Groc de ses Puntes ou de sa Partió       | Gravier, semiurbain  | 20 × 5                 | Llucmajor Bellavista, Cala Blava 39° 28′ 57″ N, 2° 44′ 02″ E | PL-IB-62007 |                                 |
| Punta de ses Puntes, Punta de ses Punxes ou Pas de ses Barques                 | Sable, semiurbain    | 60 × 10                | Llucmajor Cala Blava 39° 29′ 02″ N, 2° 44′ 03″ E             | PL-IB-62008 |                                 |
| Caló de ses Lleonardes ou Caló de ses Donardes                                 | Sable, semiurbain    | 30 × 4                 | Llucmajor Cala Blava 39° 29′ 04″ N, 2° 44′ 09″ E             | PL-IB-62009 |                                 |
| Sa Pesquera Plana ou na Plana                                                  | Rochers, urbain      | 50 × 15                | Llucmajor Cala Blava 39° 29′ 08″ N, 2° 44′ 06″ E             | PL-IB-62010 |                                 |
| Cala Blava, Cala Mosques ou Cala Mosca                                         | Sable, semiurbain    | 30 × 20                | Llucmajor Cala Blava 39° 29′ 14″ N, 2° 44′ 12″ E             | PL-IB-62011 |                                 |
| Es Calonet des Fornàs                                                          | Sable, urbain        | 40 × 4                 | Llucmajor Son Verí Nou 39° 29′ 48″ N, 2° 44′ 43″ E           | PL-IB-62012 |                                 |
| Sa Cova Baixa, Escat de Son Fraret ou Roca des Turistes                        | Rochers, urbain      | 50 × 10                | Llucmajor Son Verí 39° 29′ 50″ N, 2° 44′ 45″ E               | PL-IB-62013 |                                 |
| Caló de Sant Antoni ou es Fornàs                                               | Sable, semiurbain    | 70 × 16                | Llucmajor Son Verí 39° 29′ 55″ N, 2° 44′ 53″ E               | PL-IB-62014 |                                 |

### Sources
- (ca) Cet article est partiellement ou en totalité issu de l’article de Wikipédia en catalan intitulé « Llista de platges de Mallorca » (voir la liste des auteurs).